# تفقيس (فلم)
تفقيس هو فيلم رعب فنلندي من بطولة جاني فولانين ورينو نوردين. عرض الفيلم لأول مرة خلال مهرجان صاندانس السينمائي 2022.